# Michael Schwizer
Michael Schwizer (* 2001) ist ein Schweizer Unihockeyspieler, der beim Nationalliga-A-Verein UHC Waldkirch-St Gallen unter Vertrag steht.

## Karriere
Schwizer begann seine Karriere bei United Toggenburg Bazenheid und wechselte aus dem Nachwuchs der Toggenburger zum Nationalliga-A-Verein UHC Waldkirch-St. Gallen. Ab der Saison 2022 gehörte er fix dem Kader der ersten Mannschaft an und debütierte 2023 beim Spiel gegen den UHC Uster.